# Heracleum sphondylium
Il panace o spondilio (Heracleum sphondylium L.) è una pianta erbacea perenne della famiglia delle Apiacee (o Ombrellifere).

## Descrizione
La pianta ha fiori bianchi o rosacei a 5 petali in ombrella composta da 15 a 30 raggi. Dalle radici rizomatose si erge un fusto solcato, con peli setolosi, alto fino a 2 metri. Le foglie sono lobate e pennate con piccoli segmenti seghettati. I frutti sono ovali e glabri, lunghi fino a 1 cm.
La fioritura avviene tipicamente tra giugno e ottobre.

## Distribuzione e habitat
La pianta è presente in Europa, Nord Africa (Marocco e Algeria) e Turchia.
Èdiffusa nei prati e nei boschi, specialmente nelle zone montane fino a 2.500 m, ed è indicatrice di terreni ricchi di azoto.

## Usi
Il panace contiene come principi attivi un succo irritante (furocumarina) e un olio essenziale, e può essere utilizzata in fitoterapia per le sue proprietà ipotensive, stimolanti e digestive.
Si può preparare come infuso, decotto o tintura madre.
In cucina i germogli si possono preparare in insalata.
I semi possono essere fatti macerare in alcool per preparare un gradevole liquore.
In Europa orientale si fanno fermentare le foglie per ottenere una sorta di birra (parst o bartsch). Risulta anche tra gli ingredienti della zuppa Borscht.